# Британская Малайя

Британская Малайя около 1922 года. Жёлтым показана территория Федерированных штатов Малайи, синим формально независимые (нефедерированные) княжества, красным показаны территории, входившие в Стрейтс-Сетлментс

Британская Малайя (англ. British Malaya) — общее название территорий, колонизованных Великобританией в XVIII—XX веках на Малаккском полуострове. 
До создания Малайского Союза в 1946 году территория не имела единой администрации и состояла из Стрейтс-Сетлментс (Пинанг, Малакка, Сингапур), Федерированных Штатов Малайи и нефедерированных штатов (государств), находившихся под протекцией Великобритании.
Перед Второй мировой войной Британская Малайя подразделялась на следующие административные единицы:
1. Стрейтс-Сетлментс — английскую колонию, включавшую о-в Сингапур, о-в Пинанг, провинцию Уэлсли и Малакку;
2. Малайскую федерацию (Федерированные Штаты Малайи), в которую входили государства Перак, Селангор, Негри-Сембилан и Паханг; контроль над этими государствами осуществляли английские резиденты, находившиеся при дворах правителей государств;
3. не вошедшие в федерацию четыре северных малайских государства — Кедах, Перлис, Келантан и Тренгану — и находившийся на юге Джохор; в этих государствах британскую корону представляли советники, фактически пользовавшиеся такой же властью, как и резиденты.

После Второй мировой войны, в 1946 году, территории, составлявшие «Британскую Малайю», объединились в Малайский Союз.